# 诺尔托夫
诺尔托夫（德語：Nortorf，發音：[ˈnɔʁtɔʁf] ⓘ）是德国石勒苏益格-荷尔斯泰因州伦茨堡-埃肯弗德县的城市，面积12.77平方千米，2023年12月31日人口为7,175人。